# Oswald Chambers
Oswald Chambers (Aberdeen, 24 juli 1874 – Cairo, 15 november 1917) was een Schotse evangelist die verbonden was met de Heiligingsbeweging. Hij is het meest bekend van het Bijbels dagboek Geheel voor Hem (in het Engels verschenen onder de titel My Utmost for His Highest).

## Levensloop
Chambers' ouders waren verbonden aan de baptisten. Zijn vader was evangelist. Toen Chambers zestien was, het gezin woonde op dat moment in Londen, werd hij gedoopt. Van 1893 tot 1895 studeerde hij aan de National Art Training School, tegenwoordig beter bekend als het Royal College of Art. Chambers vervolgde zijn studie aan de Universiteit van Edinburgh. 
Tegelijkertijd voelde Chambers de roeping om predikant te worden. Hij ruilde de universiteit in voor Dunoon College, een klein theologisch seminarie in de buurt van Glasgow. Via de Pentecostal League of Prayer leerde Chambers in 1905 de Japanse evangelist Juji Nakada kennen. In 1906 reisden zij samen via de Verenigde Staten naar Japan, waar Chambers een aantal maanden bleef.
Tegen het einde van 1907 reisde Chambers terug naar Groot-Brittannië.  Een jaar later reisde hij naar de Verenigde Staten waar hij een relatie kreeg met Gertrude Hobbs, de dochter van vrienden. In mei 1910 trouwden zij en drie jaar later schonk Gertrude het leven aan hun enige dochter, Kathleen.
Chambers richtte in 1911 een Bijbelschool op in Clapham Common, waar hij tot 1915 aan verbonden bleef. De Eerste Wereldoorlog was uitgebroken en Chambers accepteerde een aanstelling als predikant bij YMCA. Hij werd uitgezonden naar Zeitoun in Egypte waar hij preekte voor soldaten uit Australië en Nieuw-Zeeland, die later deelnamen aan de Slag om Gallipoli. 
De legerpredikant werd op 17 oktober 1917 getroffen door een blindedarmontsteking, maar weigerde ziekenhuisopname omdat de bedden nodig zouden zijn voor gewonden die vielen tijdens de Derde Slag bij Gaza. Op 29 oktober 1917 werd er echter alsnog een spoedoperatie uitgevoerd. Die operatie kon niet verhinderen dat Chambers ruim twee weken overleed.

## Postuum
Voor zijn dood had Chambers het manuscript van zijn eerste boek Baffled to fight better afgerond. Zijn weduwe zorgde er voor dat het gepubliceerd werd. Door haar inzet verschenen er postuum nog dertig boeken onder zijn naam, gebaseerd op aantekeningen die Gertrude Chambers had gemaakt tijdens colleges en preken van haar man. Het meest bekende boek was het devotionele dagboek Geheel voor Hem, in 1924 in het Engels verschenen onder de titel My Utmost for His Highest.